# Zygosaurus
Zygosaurus — рід темноспондилів з родини Dissorophidae. Відомий із середньої пермі Росії. Типовий і єдиний вид, Z. lucius, описав Едуард Ейхвальд у 1848 році. Голотип, єдиний відомий зразок, було втрачено до 1937 року, що робить опис Ейхвальда і зліпки єдиними джерелами інформації про таксон доступними наразі, проте німецький палеонтолог Райнер Шох стверджував (2012), що цей таксон може вважатись валідним, щонайменше на основі відмінностей у відносному розмірі очних ямок та глибини вушних вирізок від його найближчих родичів, Cacops та Kamacops.